# Het Huis van de Uil
Het Huis van de Uil (Engels: The Owl House) is een Amerikaanse animatieserie, bedacht door Dana Terrace. De serie ging op 10 januari 2020 in première op Disney Channel. In Nederland ging de serie op 24 augustus 2020 in première.
In november 2019 werd de serie verlengd voor een tweede seizoen voorafgaand aan de première van de serie, die in première ging op 12 juni 2021. In mei 2021 werd de serie verlengd voor een derde seizoen, bestaande uit drie specials, voorafgaand aan de première van het tweede seizoen, later aangekondigd als het laatste seizoen van de serie.
Het Huis van de Uil is zeer geprezen door zowel critici als publiek en is vooral beroemd geworden vanwege de LGBTQ+ vertegenwoordiging in vergelijking met andere Disney-media. De serie won ook een prijs voor Children's & Youth Programming tijdens de Peabody Awards 2021.

## Verhaal
Luz Noceda is een Dominicaans-Amerikaans tienermeisje uit Connecticut dat per ongeluk een portaal naar een andere wereld ontdekt, in plaats van naar een zomerkamp voor jeugddetentie te gaan. Ze komt aan op een archipel die bekend staat als de Kook Eilanden, gevormd uit de overblijfselen van een dode Titaan, en raakt bevriend met de opstandige heks Eda Clawthorne (alias "De Uile dame") en haar schattige demonische kamergenoot King. Ondanks dat ze geen magische gaven heeft, streeft Luz haar droom na om heks te worden door als leerling van Eda in Het Huis van de Uil te dienen en vindt uiteindelijk een nieuw gezin in een onwaarschijnlijke omgeving.
Het tweede seizoen, dat direct volgt op de gebeurtenissen van de finale van het eerste seizoen, volgt de hoofdrolspelers die samenwerken om Luz terug te brengen naar het 'menselijke rijk', Eda te helpen haar vloek te overwinnen en de waarheid over King's verleden te zoeken terwijl ze strijdt met de tirannieke keizer Belos en zijn volgelingen.

## Productie

### Achtergrond
Dana Terrace begon eind 2016 met het bedenken van ideeën voor een serie over een meisje dat leert heks te worden. Terwijl ze aan DuckTales werkte, voelde Terrace haarzelf niet "artistiek of emotioneel vervuld", dus begon ze invloeden en werk uit haar studententijd te onderzoeken, en uiteindelijk herontdekte ze het werk van kunstenaars zoals Hieronymus Bosch en Remedios Varo, wat haar inspireerde om een show te maken voor Disney met sterke surrealistische visuele elementen.
In 2018 werd gemeld dat Dana Terrace, voorheen een storyboard-artiest voor Gravity Falls en later een regisseur van de DuckTales-reboot in 2017, bezig was met het maken en uitvoeren van de productie van een animatieserie, getiteld The Owl House, voor Disney Television Animation. De serie was oorspronkelijk gepland voor een release in 2019, maar werd uitgesteld voor een release in 2020. Terrace is de vierde vrouw die een serie maakt voor Disney Television Animation, na Pepper Ann van Sue Rose, Doc McStuffins van Chris Nee en Star vs. the Forces of Evil van Daron Nefcy.

### Ontwikkeling
Terrace zei dat het algemene verhaal voor de serie was geïnspireerd op kunst en verhalenboeken van Hieronymus Bosch. Volgens Terrace was de moeilijkste beslissing bij het maken van de serie het wel of niet implementeren van potentiële verhaalelementen in de serie. Terrace verklaarde ook dat het verhaal van de serie "70% verzonnen" is, waarbij schrijvers ook inspiratie putten uit boeken over hekserij voor spreuken en personagenamen, om diepte aan het verhaal toe te voegen. De Pokémon-franchise had een sterke invloed op de serie.
Eda was het eerste personage dat voor de show werd gecreëerd. Terrace zei dat het personage is geïnspireerd door "the women who raised me. My aunts, my Nana and my mom, they're all in the Owl Lady". Het tweede personage dat werd gecreëerd, was King, die door Terrace werd beschreven als "a little guy that wants to be big", iets waar ze zelf ook mee te maken had. Luz was het laatste hoofdpersonage dat werd gecreëerd en werd geïnspireerd door adviseur en verhaalkunstenaar Luz Batiste. Batiste stemde ermee in om Terrace haar naam te laten gebruiken voor het hoofdpersonage van de serie, op voorwaarde dat ze Dominicaans-Amerikaans was, waarmee Terrace instemde. De persoonlijkheid van het personage werd geïnspireerd door "stories of each other about what dorks we were in high school", evenals delen uit de eigen jeugd van Terrace. Alex Hirsch, Terrace's partner en maker van de animatieserie Gravity Falls, waarop Terrace als storyboardartiest en revisionist diende, fungeert als creatief adviseur voor de serie.
Verschillende thema's van de serie zijn geïnspireerd op de kindertijd van Terrace. De serie bevat thema's van uniciteit en conformiteit, die werden geïnspireerd door de ervaring van Terrace op school, waar ze werd bespot vanwege haar gewoonte om aangereden wild te tekenen, alleen om mensen met vergelijkbare verschillende persoonlijkheden te ontmoeten toen ze naar een nieuwe school ging. De serie onderzoekt ook het idee om dicht bij het vervullen van een droom te komen, maar niet in staat zijn om het volledig te vervullen, geïnspireerd door hoe Terrace werd verteld dat ze geen cartoonist zou worden.
Hirsch zei dat, hoewel er bezorgdheid was met Disney Channel over de horrorelementen van de serie, Terrace er toch voor kiest om horrorelementen te gebruiken, met het argument dat "Disney het volledige spectrum van emoties, wezens en enge dingen is". Terrace zei dat Disney "allowed me to do more than I thought they would". Terras zei ook dat de producenten "(don't) want to pull (their) punches on the show" in zijn horrorelementen, omdat ze als kind graag een beetje bang was, hoewel ze ze ook in evenwicht wilde brengen met komedie en oprechte momenten. Ze beschreef de magische elementen in de show als "a framing device for the grounded emotional stories" die in de serie voorkomen.
Volgens Terrace had de serie aanvankelijk een donkerdere toon, omdat ze een tv-serie wilde maken die gericht was op een ouder publiek "waar dingen als eigenzinnigheid en duisternis naast elkaar kunnen bestaan", maar deze tijdens seizoen 1 moest afzwakken om een compromis tussen haar en de persoonlijke ideeën en wensen van Disney executives te vinden, hoewel ze niettemin trots was op het eindproduct. Seizoen 2 zal een toon hebben die dichter in de buurt komt van wat Terrace oorspronkelijk bedoeld had.

### Animatie
De show is geanimeerd door Rough Draft Korea, Sunmin Image Pictures en Sugarcube Animation. Terrace zei dat de visuele stijl werd geïnspireerd door schilderijen van Remedios Varo, John Bauer en Hieronymus Bosch. Ook had Russische architectuur invloed op de serie. In december 2019 hadden 120 mensen aan de show gewerkt, inclusief die in de animatiestudio's, en 50 stafleden in de pre-productieploeg.
Spencer Wan diende als animatie supervisor tijdens het eerste seizoen. Disney weigerde aanvankelijk voor de serie om een 'in-house animator' te hebben, door het gevoel dat Wan hun "overzeese pijplijn" misschien niet zou halen, maar hij werd uiteindelijk aangenomen. Kofi Fiagome zal dienen als animatiesupervisor voor seizoen twee.
Ricky Cometa diende als artdirector voor de serie. Cometa raakte voor het eerst betrokken bij de serie toen Terrace aan de pilot begon te werken, voordat de serie groen licht kreeg van Disney, en werd benaderd door Terrace, een fan en vriend van Cometa omdat ze "really wanted to work with someone who I vibed with, someone whose style I knew, that could execute the kind of weird junk I wanted to do", en Cometa stemde ermee in om aan de serie te werken omdat ze geïnteresseerd was in het concept. Cometa zei: "I wanted to try and show the dualities between the demon Realm and the human realm, and with a little twist of demons and eyeballs and bones and whatnot". Hij wilde ook niet dat alle demonen in de show enge verschijningen hadden, omdat ze normale mensen in de show zouden kunnen vertegenwoordigen.
Terrace zei dat het ontwerp van Luz uitdagend was, omdat ze worstelde om een ontwerp voor Luz te maken dat haar er niet te oud uit liet zien of dat te veel op een kostuum leek. Cometa creëerde uiteindelijk een T-shirt voor Luz om te dragen dat rustig is en ''als een knipoog naar al onze medenerds die er zijn". Cometa zei dat het leuk was om demonische versies van gemeenplaatsen te ontwerpen. De animators veranderden ook echte elementen om de Boiling Isles verder te onderscheiden van de aarde, zoals het paars maken van de oceaan.
Op 19 juli 2019 maakte Terrace bekend dat T.J. Hill de partituur van de serie heeft gecomponeerd. Op 10 januari 2020 zei Hill dat de partituur "interesting and experimental sounds that he had a ton of fun cooking up" bevat. In het tweede seizoen nam Gravity Falls en Star vs. the Forces of Evil componist Brad Breeck het over als componist.
In maart 2020 werd Disney Television Animation gesloten als reactie op de COVID-19-pandemie, waardoor de productieploeg gedwongen werd om op afstand vanuit huis aan seizoen 2 te werken.

## Rolverdeling
| Personage         | Originele stem      | Nederlandse stem    |
| ----------------- | ------------------- | ------------------- |
| Luz Noceda        | Sarah-Nicole Robles | Eva Kolsteren       |
| Eda Clawthorne    | Wendie Malick       | Ine Kuhr            |
| King              | Alex Hirsch         | Dieter Spileers     |
| Hooty             | Alex Hirsch         | Roel Dirven         |
| Warden Wrath      | Roger Craig Smith   | Jelle Amersfoort    |
| Camila Noceda     | Elizabeth Grullon   | Gaby Milder         |
| Willow Park       | Tati Gabrielle      | Nola Klop           |
| Gus Porter        | Issac Ryan Brown    | Deante van der Kust |
| Amity Blight      | Mae Whitman         | Dominique de Bont   |
| Tiny Nose         | Dana Terrace        | Dominique de Bont   |
| Lilith Clawthorne | Cissy Jones         | Anneke Beukman      |
| Emperor Belos     | Matthew Rhys        | -                   |
| Hunter            | Zeno Robinson       | Valentijn Banga     |